# 华莱士·沃夫
华莱士·V·沃夫（英語：Wallace V. Wolfe），美国音频工程师。他曾因电影三口之家在1946年第18届奥斯卡奖颁奖典礼上获得奥斯卡最佳音响效果奖提名。

## 部分影视作品
- 三口之家（英语：Three Is a Family） (1944)[1]